# Töyrä
Töyrä är en ö i Finland. Den ligger i kommunen Kalajoki i den ekonomiska regionen  Ylivieska ekonomiska region och landskapet Norra Österbotten, i den centrala delen av landet, 400 km norr om huvudstaden Helsingfors.